# Clã Baba (Kai)
O clã Baba (甲斐馬場氏, Kai Baba-shi) da província de Kai foi um clã samurai, descendente direto de Minamoto no Yorimitsu, notável no Período Sengoku (século XVI).